# Berenguer de Peralta
Berenguer de Peralta (Monzón o Lérida, hacia 1200? - Lérida, 2 de octubre de 1256) fue un  fraile dominico, canónigo y obispo electo de Lérida. Desde su muerte fue venerado como beato en su diócesis.

## Vida
Nació en Monzón o, según otras fuentes, en Lérida. 
Muy joven fue nombrado canónigo en Lérida, donde fue elegido obispo en 1255, a la muerte de Guillem de Barberà. 
Se resistió a aceptar el cargo, pero hay constancia documental de su actuación episcopal en mayo de 1256. 
En octubre del mismo año, sin embargo, muere con fama de santidad. 
Había tomado los hábitos dominicos.

## Veneración
Ha sido el único obispo de Lérida que ha merecido honores de altar: fue honrado como  beato y recibió culto en la catedral, y en algunos de los libros litúrgicos de la sede se le denomina “Sant Berenguer”. La portada del brazo norte del crucero de la Seu Vella de Lérida, la más próxima al sepulcro, recibía el nombre de “porta de Sant Berenguer”.
En las misas solemnes el diácono no sólo incensaba el altar sino también el sepulcro del obispo. Igualmente, en algunas procesiones por el interior de la catedral, la tumba del obispo era una de las paradas obligadas.
La conquista de la ciudad por las tropas de Felipe V en 1707 acabó con todo esto: la Seu Vella fue convertida en almacén y el culto litúrgico y público fue suprimido. Con el tiempo el sepulcro desapareció, y hoy no se conservan restos.